# Megalotocepheus brevisetus
Megalotocepheus brevisetus är en kvalsterart som först beskrevs av Sandór Mahunka 1989.  Megalotocepheus brevisetus ingår i släktet Megalotocepheus och familjen Otocepheidae. Inga underarter finns listade i Catalogue of Life.